# Ochthebius almorenis
Ochthebius almorenis es una especie de escarabajo del género Ochthebius, familia Hydraenidae. Fue descrita científicamente por Jaech en 1989.
Se distribuye por Nepal. Mide 2,2 milímetros de longitud. Se ha encontrado a altitudes que van desde 2400 hasta 2500 metros.